# Der Bulle von Tölz: Der Zuchtbulle
Der Zuchtbulle ist ein deutscher Fernsehfilm von Wolfgang F. Henschel aus dem Jahr 2005 nach einem Drehbuch von Dinah Marte Golch. Es ist die 53. Folge der Krimiserie Der Bulle von Tölz mit Ottfried Fischer als Hauptdarsteller in der Rolle des Hauptkommissars Benno Berghammer. Die Erstausstrahlung erfolgte am 20. April 2005 auf Sat.1.

## Handlung
Während des Festes anlässlich der Prämierung des besten Tölzer Zuchtbullen bittet Staatssekretär Berthold von Gluck um einen kurzfristigen Beichttermin bei Prälat Barthel Hinter. Während der Beichte schläft der Geistliche im Beichtstuhl ein und merkt erst nach dem Aufwachen, dass der Staatssekretär tot ist. Laut Gerichtsmediziner Dr. Robert Sprung hat der Einsatz eines elektrischen Ochsentreibers zum Herzstillstand geführt, was durch die Einnahme eines herzschwächenden Mittels begünstigt wurde; anscheinend hat jemand sein Herzmedikament vertauscht. Prälat Hinters Nickerchen ist darauf zurückzuführen, dass ihm im Bierzelt ein Schlafmittel in seine Radlermaß gemischt worden sein muss.
Die Hauptkommissare Benno Berghammer und Sabrina Lorenz finden einiges über die jüngsten Aktivitäten des Staatssekretärs heraus: Um ein umstrittenes Straßenüberwachungsprojekt in Bad Tölz durchzusetzen, hat von Gluck kritische Gemeinderäte bestochen. Über Doping von Stieren in der Rinderzucht von Alois Burger wusste er ebenfalls Bescheid, drückte aber die Augen zu und hielt die Hand dafür auf. Außerdem dopte er sich seit einiger Zeit selbst mit einem Potenzmittel – allerdings nicht für seine Ehefrau. Auffällig ist, dass von Gluck vor zwei Monaten damit begonnen hat, sein Leben in Ordnung zu bringen, unter anderem hat er seine Frau nicht mehr betrogen, und er hat sich neuerdings für ihre Wohltätigkeitsprojekte interessiert.
Benno Berghammer lädt die Gemeinderäte ins Kommissariat vor, doch diese beschweren sich beim Innenminister, worauf dieser den neuen Staatsanwalt Dr. Georg Lenz anweist, den Kommissar zurückzupfeifen. Lenz vertritt die Ansicht, dass es im Gemeinderat kein Mordmotiv gibt, weil das Straßenüberwachungsprojekt vom Tisch ist.
Als ein Stier von Alois Burger ausrastet und sich selbst verletzt, lassen die Kommissare sein Blut untersuchen. Der Bulle war mit Dopingmitteln vollgepumpt. Die Veterinärmedizinerin Dr. Susanne Behrens behauptet, bei ihrer letzten Kontrolle sei noch alles in Ordnung gewesen. Die Kommissare durchsuchen den Kofferraum der Tierärztin und entdecken einen Ochsentreiber. Dr. Behrens sagt aus, sie hätte nur noch zweimal eine Unterschrift des Staatssekretärs benötigt, um ihr Mittel zur Leistungssteigerung bei Zuchtbullen zu perfektionieren, da sei er plötzlich moralisch geworden. Sie habe ihn aber nicht umbringen wollen. Sie gibt auch zu, das Schlafmittel in Prälat Hinters Radler gemischt zu haben.
Frau von Gluck erlebt eine weitere böse Überraschung: Der Gerichtsvollzieher beschlagnahmt den gesamten Besitz, weil ihr Mann ohne ihr Wissen hoch verschuldet ist; er hat sein Vermögen mit dem geplatzten Straßenüberwachungsprojekt verspekuliert.
Als der Gerichtsmediziner feststellt, dass der Staatssekretär wegen eines Gehirntumors nur noch wenige Monate zu leben gehabt hätte, wird allmählich klar, dass von Gluck sich das Leben genommen hat bzw. nehmen wollte. Da seine Lebensversicherung bei Selbstmord nicht zahlt, bei Unfall oder Mord jedoch doppelt, wollte der Staatssekretär nach der Beichte – durch das falsche Herzmedikament weiter geschwächt – einen für ihn tödlichen Autounfall bauen, und hat das Herzmittel selbst vertauscht. Darüber hinaus hat er seiner Frau ein sicheres Alibi verschafft, indem er sie auf der Bauernmesse gebeten hat, im Festzelt auf Staatsanwalt Lenz zu warten, obwohl er wusste, dass dieser nicht kommen würde. Damit Frau von Gluck keine Schwierigkeiten mit der Versicherung bekommt, schreibt Dr. Sprung „Todesursache: Körperverletzung durch Ochsentreiber mit Todesfolge“ in den Totenschein.

## Hintergrund
Die Dreharbeiten fanden vom 26. Juli bis zum 3. August 2004 statt; Drehorte waren Bad Tölz, Kloster Reutberg (Festwiese) und Tegernsee (Haus von Gluck); als Schauplatz für die „Pension Resi“ diente das Hollerhaus Irschenhausen.